# Морской мусор

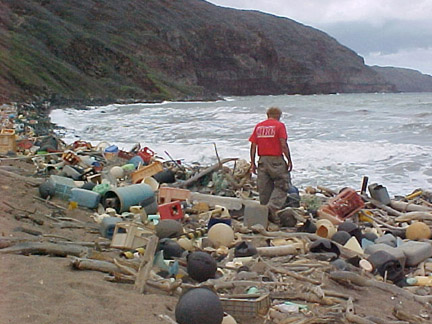
Морской мусор на гавайском пляже

Морской мусор — мусор, выброшенный в море человеком или вынесенный туда ветром и находящийся там в плавающем состоянии. Морской мусор собирается в море на берегах, в бухтах и в центрах систем морских приповерхностных течений. Крупнейшие скопления образуют мусорные острова (или пятна), такие как Большое тихоокеанское мусорное пятно. Если плавники, плавающие брёвна и ветки были морским мусором на протяжении тысяч лет, то пластик, стекло и другие подобные предметы появились в морской экосистеме недавно. Пластик слишком медленно разлагается и представляет опасность для морских обитателей: от зоопланктона до более крупных животных (рыб, птиц и т. п.). Будучи проглоченным или съеденным, он может блокировать пищеварительную систему животного.

## Типы мусора

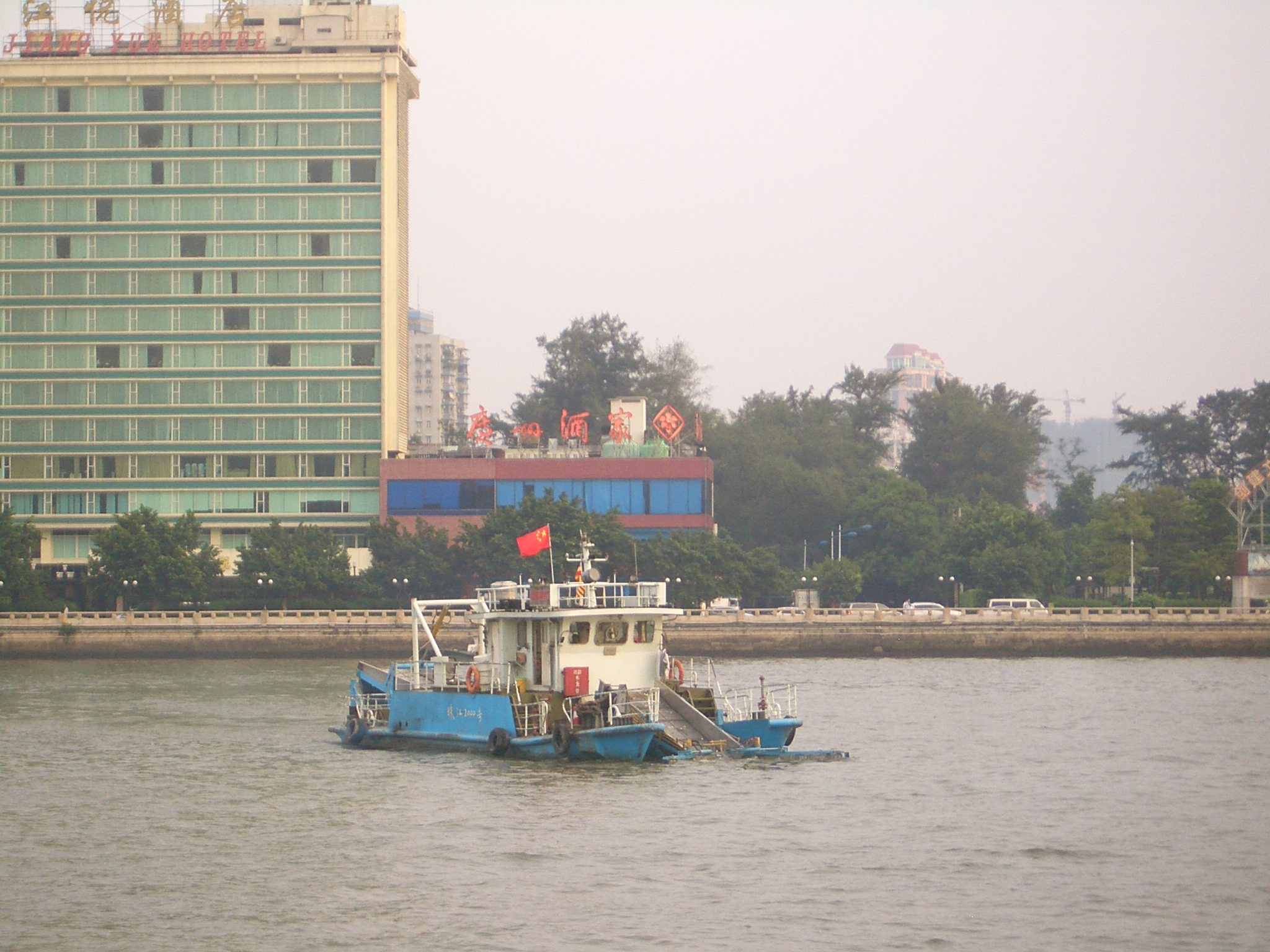
Уборка мусора с акватории Жемчужной реки в Гуанчжоу при помощи специализированного судна

В основном это различные виды материалов, созданных человеком и ставших распространёнными из-за массового потребления: бутылки, банки, этикетки и т. д.
Среди морского мусора достаточно много экзотических предметов, выброшенных в море десятки лет назад. Так, например, можно найти на многих пляжах стеклянные и металлические поплавки, которые сейчас практически не используются. Это говорит о том, что плавающий предмет может находиться в море десятилетиями и всё это время оказывать нежелательное влияние в местах своего появления.
Исследования показали, что восемьюдесятью процентами морского мусора является пластмасса — компонент, который начал быстро накапливаться с конца Второй мировой войны. Причиной его накопления является неразлагаемость пластмассы, однако она фотодиссоциирует под воздействием солнечных лучей. Стоит заметить, что влага препятствует процессу фотодиссоциации.

### Сети-призраки
Рыбацкие сети, забытые или брошенные в просторах океана рыбаками, являются серьёзной угрозой для рыбы, дельфинов, морских черепах, дюгоней, морских птиц и прочих обитателей водных просторов. Сети ограничивают движение животных, вследствие чего те умирают от голода и инфекции, а животные, которым надо подняться на поверхность, чтобы дышать, — от удушья.

### Полиэтиленовые пакеты
Полиэтиленовые пакеты при поглощении животным могут заблокировать пищеварительный тракт, таким образом приводя к голоданию животного, так как мешают поступлению пищи или/и дают ощущение, что желудок полон.
Исследования морского дна, проведённые в 1993—1994 году при использовании трала в северо-западном Средиземноморье вблизи побережий Испании, Франции и Италии показали, на квадратный километр приходится почти 2 тысячи единиц мусора, пластмассового мусора оказалось 77 %, из которого 93 % составляли полиэтиленовые пакеты.